# Château d'Ampelle
Le château d’Ampelle, bâti dans la seconde moitié du XIIIe siècle, sur la commune de Pergain-Taillac  dans le département du Gers en France, est un château de « type gascon ».

## Description
C’est une construction rectangulaire, ses dimensions actuelles sont de 33 m de long sur 15 m de large, de 12 m de hauteur, couverte par un toit à 4 pentes. À l’angle nord-ouest, une tour carrée fut arasée à la hauteur du corps principal. Il existe un débordement de 3,50 m sur la façade sud-est, pourvu de deux lignes de pierres en saillie formant glissière à l'angle sud et destinées à maintenir des madriers eux-mêmes renforcés à l'arrière par deux poutres en échappement et une masse de blocage, le tout protégé par des archères. Lui faisant face, un bloc de maçonnerie d'époque au centre de la façade est encore présent, qui devait être pourvu du même dispositif. Ampelle est seul à garder la trace de ce système défensif.
La partie sud correspond à une construction rajoutée à la fin du XIVe ou au début du XVe siècle. La fonction défensive est évidente, les murs ont jusqu’à 2,10 mètres d’épaisseur et ne sont percés que de rares ouvertures où prédominent d’étroites archères. Vers 1500, on ouvrit quelques fenêtres et on rajouta des cheminées aux deux déjà existantes.
Le château d’Ampelle permettait de voir la salle de Taillac et les châteaux voisins d’Escalup, de Sainte-Mère et offre aussi une vue sur Lectoure, Laplume et jusqu'à la chaîne des Pyrénées.

## Histoire
Le château a été recensé par l’Inventaire général du patrimoine culturel en 1987.